# Ruricancho
Ruricancho es el nombre en quechua cuzqueño, del original "Lurigancho", de un grupo perteneciente a la Cultura Ichsma durante la Lima Prehispánica. Con este nombre, se refiere al grupo prehispánico conocido como Ruricancho o Lurigancho, que se asentó en lo que es ahora el distrito de San Juan de Lurigancho, que formó parte de la Cultura Ichma, durante el intermedio tardío y la dominación Inca de Lima (aprox. 1460-70 – 1535 d. C.). Asimismo, más tarde formó parte de una encomienda, convirtiéndose después en reducción o doctrina de indígenas (San Juan Bautista de Lurigancho) durante la Colonia, que es origen del actual distrito limeño de San Juan de Lurigancho y de sus antiguos territorios.
El grupo Ruricancho o Lurigancho y su presencia en el lugar del mismo nombre desde tiempos prehispánicos, pervive a pesar de las epidemias, a inicios del virreinato hasta su total desarticulación y desaparición a fines del siglo XVII.
Los primeros escritos de los conquistadores españoles se referían al Cuzco y a los Incas. Muy poco se dejó sobre Lima prehispánica. Durante mucho tiempo se consideró que Tahuantinsuyo equivalía a homogeneidad y que antes de los Incas no hubo desarrollos locales importantes. Sin embargo, al durar menos de un siglo el estado Inca, supervivieron la organización y costumbres locales y regionales. Y es que el Perú antiguo tuvo manifestaciones originales producto de su aislamiento de siglos, que hoy, poco a poco, se va entendiendo. 
Uno de los grupos que se menciona en algunos documentos de los siglos XVI y XVII, son los Ruricancho (llamados después Lurigancho), pobladores de la parte baja del valle de Lima, llamada también Lurigancho. 
Carlos Alberto Romero Ramírez (1863-1956) fue el primero en señalar la existencia de un grupo cultural prehispánico, originario del altiplano e invasor de la sierra de Lima, llamado “Huancho”. Lo hizo en una ponencia presentada al “Tercer Congreso Científico Panamericano” reunido en Lima en 1924 con motivo del primer centenario de la Independencia del Perú. Allí expuso que “la invasión aimara al valle de Lima se produjo debido al poder expansivo de tres grupos aimaras: los Kollas, los Huanchos y los Huallas”. 
Lamentablemente las actas de este Congreso no se conocen y nunca fueron publicadas, sin embargo, monseñor Pedro Villar Córdova recogió el planteamiento del Romero en un artículo de 1931 titulado “La Arquitectura Prehistórica del Departamento de Lima” y en su clásico libro “Las Culturas Prehispánicas del Departamento de Lima” publicado en 1935. Villar Córdova afirmó haber podido seguir las huellas de esta migración “aimara” en las quebradas contiguas a Lima; los Huanchos, siendo su sede primitiva San Mateo de Hanan Huancho o Huanchor, descenderían por la quebrada del Rímac, Santa Eulalia y Chosica al valle bajo de Lima, siendo Lurigancho su población costeña.
De Romero no se tiene la ponencia de 1924; sin embargo, existe un artículo de 1942, donde menciona “Huanchos” en Lima, y una “Carta de la Provincia de Lima” de 1930, donde figura un “Hurin Huancho” donde se encuentra el actual San Juan de Lurigancho.
Con posterioridad son los trabajos de Atilio Sivirichi (1935), Eduardo Martín Pastor (1942), Louis Stumer (1954), Francisco Iriarte (1960), Hermann Buse de la Guerra (1960, 1975), María Rostworowski (1967, 1972, 1978), Rogger Ravines (1970, 1985), Duccio Bonavia (1965, 1991), Santiago Agurto (1984), Sandra Negro (1984), Jacques Poloni (1987), Francisco Bazán (1991), Jorge Silva (1992) y muchos otros, quienes realizaron sus investigaciones tomando como base lo afirmado por Romero y Villar. Algunos señalan una supuesta cultura y estilo “Huancho”, siendo este último distinto para cada autor. Así, por ejemplo, hay una cerámica “Huancho” definida por Stumer y otras por Iriarte, Bonavia y otros. Esta denominación fue usada para nombrar diversos tipos de cerámica y otros materiales culturales de los períodos tardíos de los valles del Chillón, Rímac y Lurín que, en realidad deben pertenecer a varios grupos culturales en el tiempo. Como cada investigador encontró sus propios materiales “Huancho” y los describió, se produjo una discusión y confusión en torno a qué era estilo “Huancho” y finalmente si en verdad existió una cultura o grupo prehispánico llamado “Huancho”.
A partir de documentos coloniales tempranos, se sabe que existió un grupo prehispánico llamado Ruricancho, Luringancho o Lurigancho, ya que en papeles de los siglos XVI y XVII se menciona que los españoles encontraron una cantidad de indígenas a cargo de “caciques” (curacas o jefes locales, nombrados en tiempos precoloniales) de Lurigancho, los cuales fueron encomendados y luego “reducidos” en un pueblo al estilo español, sede de la doctrina de San Juan Bautista de Lurigancho.
Este nombre, a la desaparición de los naturales de la localidad, va a ser solo una toponimia que se usó frecuentemente para referirse a esta parte del valle de Lima desde 1535 hasta la actualidad (en 1825 Simón Bolívar crea el distrito de Lurigancho con su capital en el pueblo de San Juan, en 1896 se crea nuevamente el distrito de Lurigancho pero con su capital en Chosica, y finalmente en 1967 se separa el distrito de San Juan de Lurigancho con sus actuales límites, siendo su capital el pueblo del mismo nombre, donde cuatrocientos años antes estuvo la reducción y doctrina de indígenas) y hasta para crear un título nobiliario, el Condado de San Juan de Lurigancho, otorgado por el rey de España Carlos II por primera vez a Luis de Santa Cruz y Padilla en 1695.
Los posibles orígenes de los indígenas de Ruricancho o Lurigancho, podrían encontrarse entre fines del Horizonte Medio e inicios del Intermedio Tardío, con las invasiones de los seguidores de Pariacaca (personaje mítico, convertido en dios) en la sierra de Lima.
Hay testimonios y todo un debate originado a partir de la propuesta de Romero y Villar, así como lo que se ha venido llamando estilos “Huancho”. on interesantes los artículos de Louis Stumer “Antiguos centros de población en el valle del Rímac” (1954) y “Algunas apreciaciones sobre los Huanchos” de Francisco Iriarte (1960), los cuales a pesar de su antigüedad y obvia desactualización, por ser poco conocidos y difundidos, son fundamentales para entender el problema de los “Huanchos”.
Existe la escasa información sobre los Lurigancho en los primeros tiempos de la ocupación española hasta el siglo XVIII; ello porque ya para ese momento, la población aborigen de la zona está prácticamente desaparecida a causa de la conquista y las terribles consecuencias que esta trajo.
La encomienda de Lurigancho (1535-1575), muy tempranamente se extinguió sin reportar ingresos, porque los indígenas estaban desapareciendo, y prontamente (a pesar de las prohibiciones) españoles y esclavos se asentaron en la reducción pasando a ser un pueblo mestizo.
Los momentos en que se otorgó y cambió de un poseedor a otro, corresponden a los primeros momentos de Lima colonial y el período de las guerras civiles, época de gran inestabilidad que impidió gozar a los beneficiarios de la encomienda, por ello, en la historiografía, además de las fechas y pocos datos importantes, desfilan nombres de célebres personajes del siglo XVI, cuyas biografías rayen en la aventura y la leyenda. Personajes como el temible capitán Francisco de Chaves, quien murió junto a Francisco Pizarro el día que los almagristas asaltaron Palacio; María de Escobar “la romana” (a quien la tradición señala como la introductora del trigo en el Perú), Fray Jerónimo de Loayza, primer arzobispo de Lima, y Pedro Portocarrero, famoso por las jornadas del Cuzco, gozaron al menos nominalmente de la encomienda de Lurigancho.
A pesar de haber sido esta zona conocida antes de las políticas de reducción ordenadas por el virrey Francisco de Toledo, los documentos no dicen cómo era el tipo de gobierno local, el régimen de tenencia de la tierra o las costumbres. Este vacío es lamentable.
Pero, la importancia de Lurigancho hacia el siglo XVI permite considerar que no fue un fenómeno o casualidad, sino que esa primacía venía ya de tiempos prehispánicos, ya que aquí se escogió “reducir” a los “caciques” de Huachipa, Tantacaxa y Ñaña.
En la colonia, la doctrina de indígenas llamada San Juan Bautista de Lurigancho, puede rastrearse en expedientes de los curas doctrineros encargados de la evangelización y un importante testamento de una mujer Ruricancho perteneciente a la nobleza local, llamada Isabel Caxayquilla, descendiente de los caciques de Lurigancho, Huachipa, Tantacaxa y Ñaña.